# ブレーメン級小型巡洋艦
| ブレーメン級小型巡洋艦 | ブレーメン級小型巡洋艦                       |
| ---------------------- | -------------------------------------------- |
|                        |                                              |
| 艦級概観               |                                              |
| 艦種                   | 巡洋艦                                       |
| 艦名                   | 地名                                         |
| 前級                   |                                              |
| 次級                   | ケーニヒスベルク級                           |
| 性能諸元               |                                              |
| 排水量                 | 常備：3,278トン（リューベックは3,265トン）   |
| 全長                   | 111.1m                                       |
| 全幅                   | 13.3m                                        |
| 吃水                   |                                              |
| 機関                   |                                              |
| 最大速力               | 22.3ノット                                   |
| 航続距離               |                                              |
| 乗員                   | 287から291名                                 |
| 兵装                   | 40口径10.5cm単装砲10基 45cm水中魚雷発射管2門 |

ブレーメン級小型巡洋艦 (Bremen-Klasse) はドイツ海軍の巡洋艦。1904年から1907年にかけて7隻が竣工した。第一次世界大戦では「ライプツィヒ」が1914年12月8日フォークランド沖海戦で「ブレーメン」が1915年12月17日触雷し沈没した。第一次大戦後「リューベック」、「ミュンヘン」、「ダンチヒ」は解体された。残り2隻の内「ベルリン」は1947年に海没処分となり、「ハンブルク」は1944年爆撃により沈没した。

## 同型艦
- ブレーメン　竣工：1904年5月19日　戦没：1915年12月17日
- ハンブルク　竣工：1904年3月8日　除籍：1931年3月31日
- ベルリン　竣工：1905年4月4日　除籍：1929年3月日
- リューベック　竣工：1905年4月26日　除籍：1919年11月5日
- ミュンヘン　竣工：1905年1月10日　除籍：1919年11月5日
- ライプツィヒ　竣工：1906年4月20日　戦没：1914年12月8日
- ダンチヒ　竣工：1907年12月1日　除籍：1919年11月5日

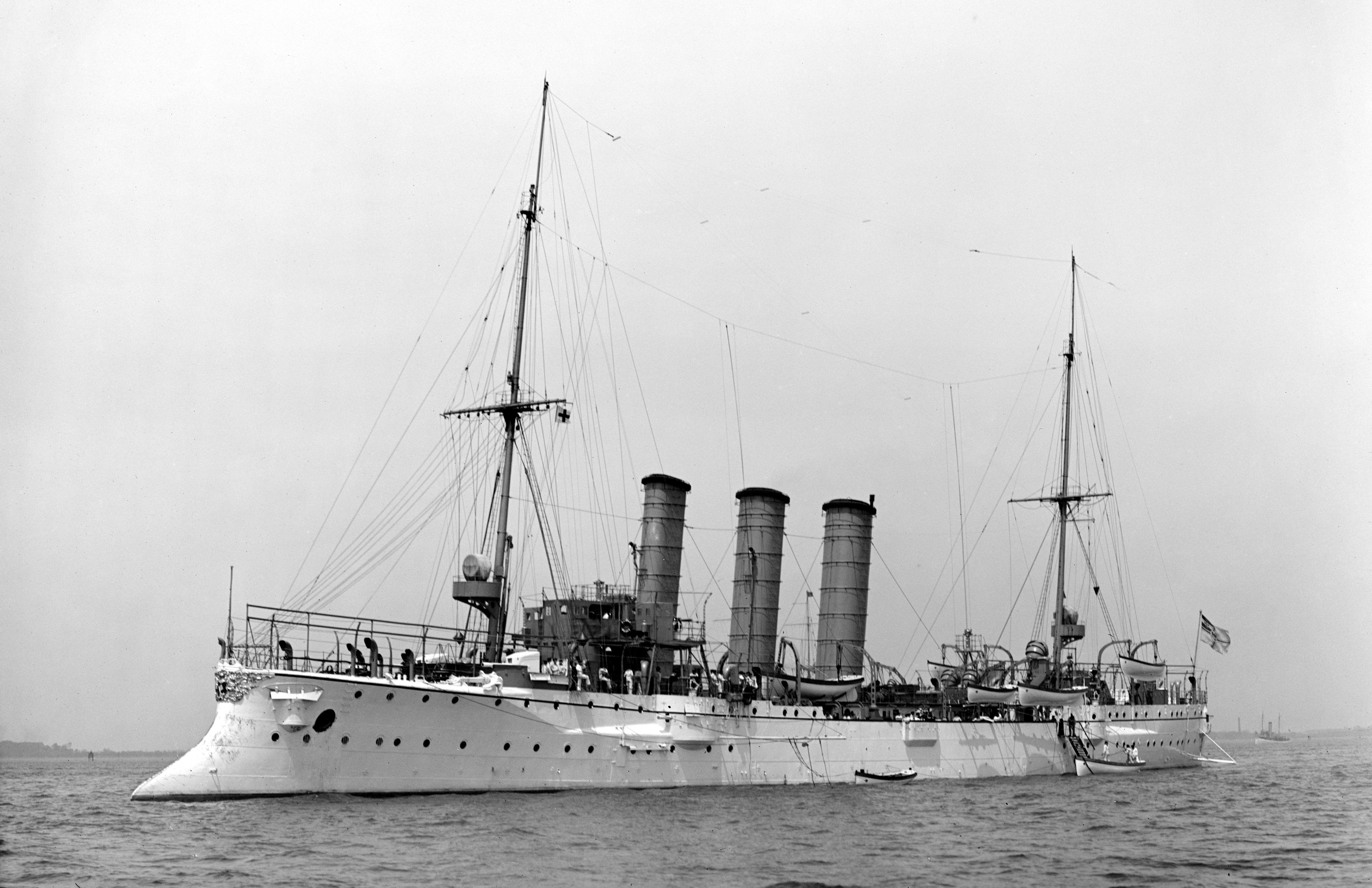
写真はブレーメン
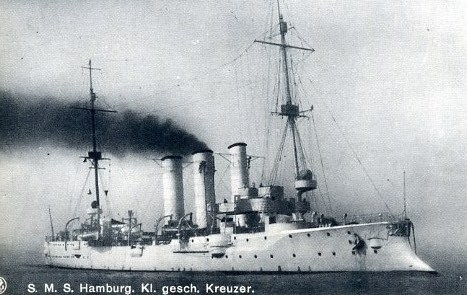
写真はハンブルク
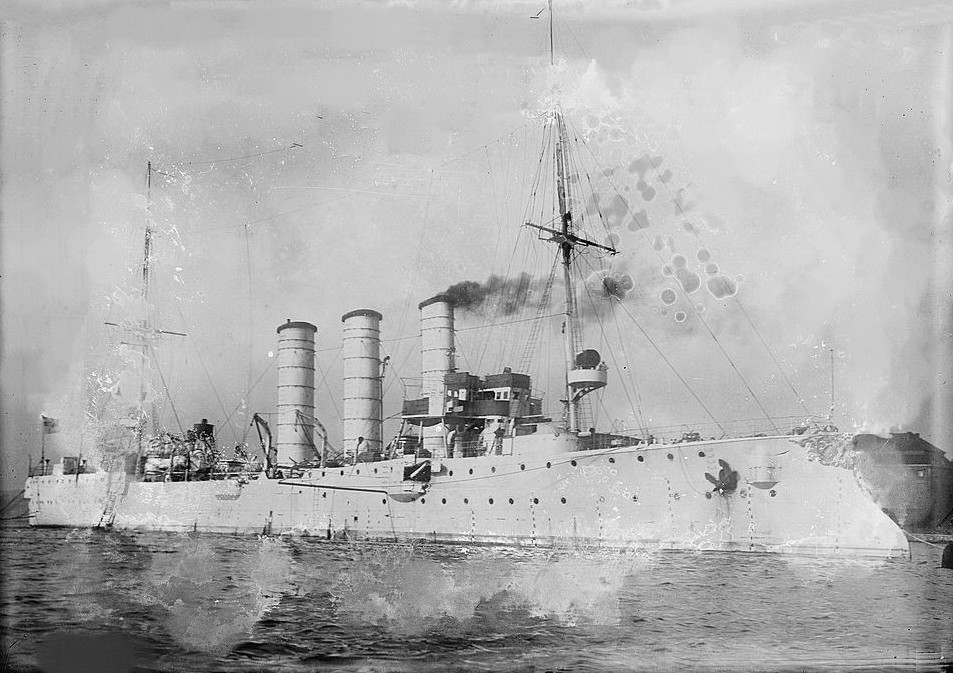
写真はミュンヘン

## 参考図書
- 「世界の艦船増刊　ドイツ巡洋艦史」(海人社)